# Rottstiel

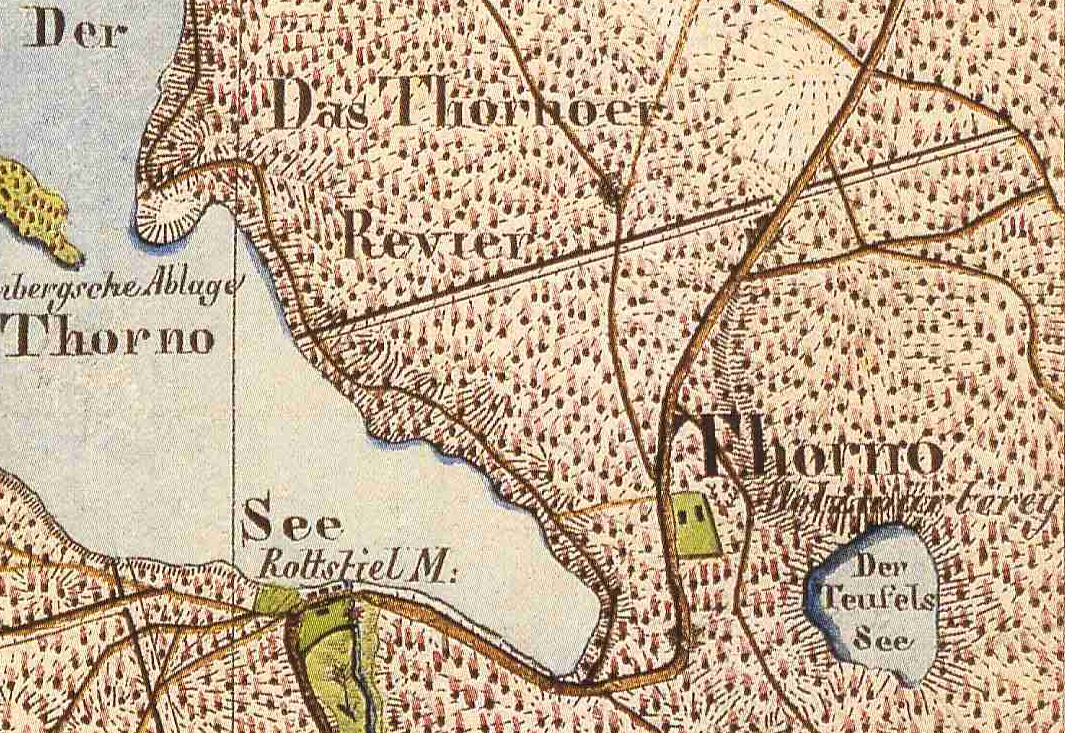
Die Wohnplätze Rottstiel und Tornow auf dem Urmesstischblatt 2942 von 1825.

Rottstiel ist ein Wohnplatz der Stadt Neuruppin im Landkreis Ostprignitz-Ruppin (Brandenburg). Das mittelalterliche Dorf wurde um/vor 1358 zerstört und anscheinend nicht wieder aufgebaut. 1525 ist Rottstiel als wüste Feldmark bezeugt. 1602 existierte an oder in der Nähe der alten Dorfstelle wieder eine Wassermühle, die im Dreißigjährigen Krieg zerstört wurde. Bis 1706 war die Wassermühle wieder aufgebaut. aus der sich der heutige Wohnplatz entwickelte. 1846 wurde die Wassermühle vom Forstfiskus aufgekauft, der im Mühlengebäude eine Försterei einrichtete. 1869 wurde das Mühlengebäude durch ein neues Förstereigebäude ersetzt, das heute in Privatbesitz ist.

## Geographie
Der Wohnplatz Rottstiel liegt gut zehn Kilometer Luftlinie nördlich von der Kernstadt Neuruppin und rund 10,5 km südwestlich von Rheinsberg am Ausfluss der Kunster (auch Rottstielfließ genannt) aus dem Tornowsee fast direkt am Seeufer. Er besteht aus dem früheren Forstgehöft Rottstiel und dem Campingplatz am Rottstielfließ und ist völlig von Wald umgeben. Er gehört zur Stadtgemarkung von Neuruppin und liegt auf 41 m ü. NHN.

## Geschichte

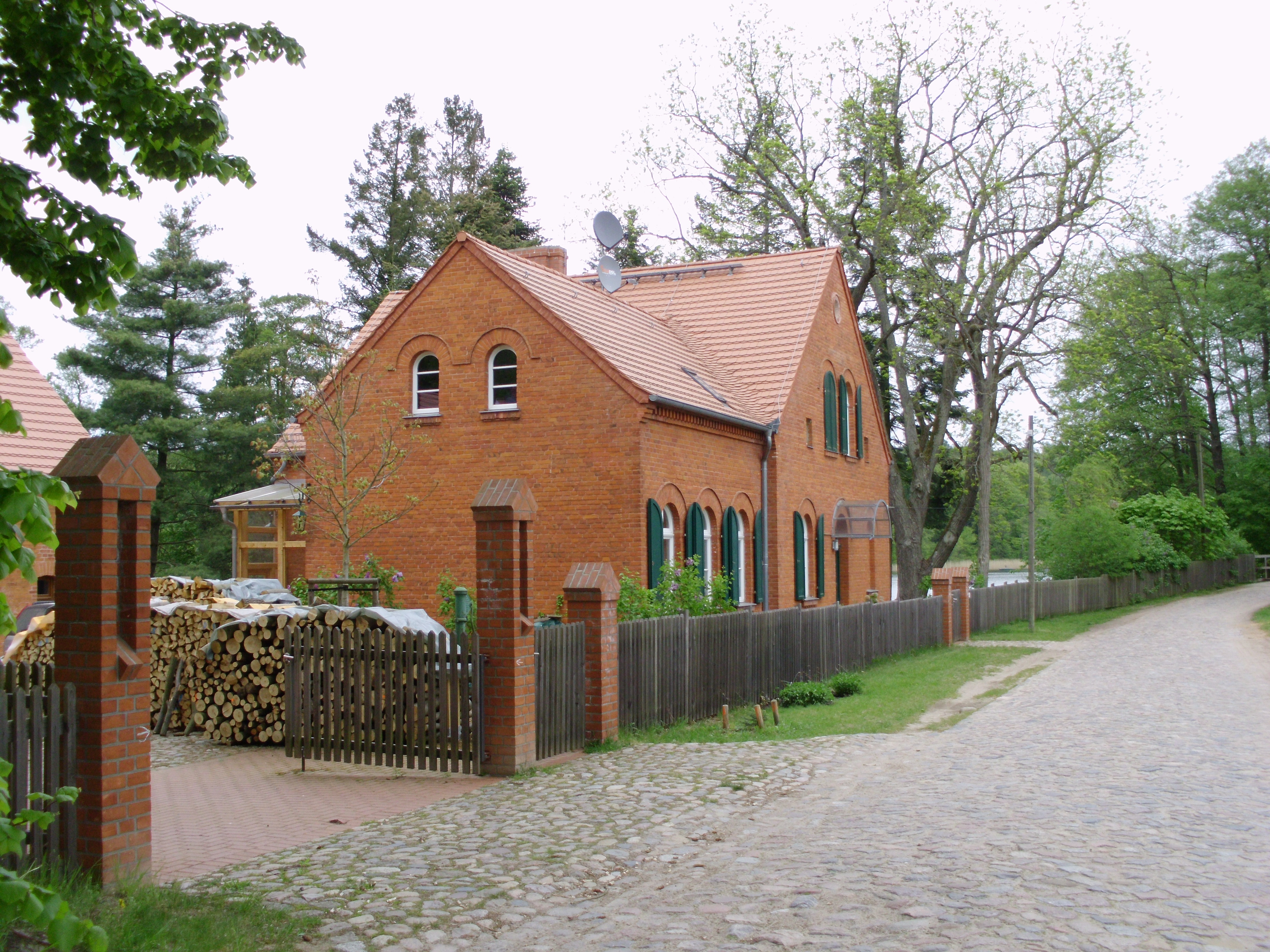
Försterei Rottstiel

Die Geschichte von Rottstiel ist im Grunde die Geschichte von vier verschiedenen Objekten, dem mittelalterlichen und im 14. Jahrhundert wüst gefallenen Dorf, der um/vor 1600 entstandenen Wassermühle, der 1846 gegründeten Försterei gleichen Namens und dem heutigen Wohnplatz Rottstiel.

### Das mittelalterliche Dorf Rottstiel
Aufgrund des mutmaßlich deutschen Namens dürfte das Dorf in der ersten Hälfte des 13. Jahrhunderts im Rahmen des mittelalterlichen Landesausbaus in der Lietze entstanden sein. Rottstiel wird 1353 erstmals urkundlich genannt (tu deme Rotstil). Der Name ist schwierig zu deuten. Möglicherweise ist er deutschen Ursprungs, von einem Flurnamen, zu mnd. rot = Rodung, Rodeland und mnd. stil = Pfosten, Pfeiler, Säule. Eine derartige Kombination ist aber ungewöhnlich, sie wäre im metaphorischen Sinn als schmale Stelle einer Rodung zu interpretieren.
Am 27. Oktober 1353 erhielt Henning Behr die Lietze zusammen mit dem obersten Marschallamt des Landes Stargard vom Herzog Albrecht II. von Mecklenburg zu Lehen. 1358 beklagte sich Ritter Henning Behr (Bere) bei seinem Lehensherrn Herzog Albrecht II. von Mecklenburg, dass die Grafen von Lindow und ihre Gefolgsleute, die von Rohr, ihm seine Dörfer Kunst (heute Kunsterspring, Gemeindeteil von Gühlen-Glienicke, Stadt Neuruppin), Drosedow (Drusedow) (Gemeinde Wustrow, Lkr. Mecklenburgische Seenplatte), Darritz (Dargitz) (Wohnplatz der Gemeinde Märkisch Linden) und Rottstiel wuste gemaket haben. Auch seine Dörfer Netzeband, Katerbow und Rägelin wurden geschädigt. Der Grund der Fehde und der Zerstörungen war vermutlich ein vorhergehender Kriegszug von mecklenburgischen Adligen in die Herrschaft Ruppin, über deren Zerstörungen die Brüder Albrecht und Günther Grafen von Lindow bei Herzog Albrecht von Mecklenburg Beschwerde führen. Von den ursprünglich mecklenburgischen Dörfern der Lietze blieben letztendlich nur Netzeband, Rossow und Schönberg als mecklenburgische Exklaven an der Grenze der Herrschaft Ruppin und der Landschaft Prignitz übrig.
1525 ist Rottstiel als wüste Feldmark bezeugt. Auch der Ort Kunst wurde nicht wieder aufgebaut. Auf der wüsten Feldmark Kunst (1525) entstand ab 1697 die Siedlung Kunsterspring. Schon vor 1524 war die wüste Feldmark Rottstiel in den Besitz der Familie von Gadow gekommen. Die Jagd stand aber dem Kurfürsten von Brandenburg zu. Der Begriff wüste Feldmark darf allerdings nicht so verstanden werden, dass sich die Feldmark wieder völlig bewaldet hätte. Wie auch viele andere wüste Feldmarken war die Feldmark Rottstiel nicht völlig wüst, sondern nur das Dorf. So nutzte 1525 ein Bauer aus Molchow eine Wiese auf der wüsten Feldmark Rottstiel. 1590 bewirtschafteten Leute aus Zermützel Wiesen auf der wüsten Feldmark Rottstiel. Auf dem Tornowsee durften im Jahr zehn Garnzüge Fische gefangen werden. Die wüste Feldmark Rottstiel gehörte schon vor 1524 den von Gadow zu Protzen und Stöffin. Die Jagd und die Fischerei auf dem Tornowsee war in landesherrlichem Besitz.

### Die Wassermühle
Bis 1602 war am Ausfluss des Rottstielfließes oder der Kunster aus dem Tornowsee in der Nähe der alten Dorfstelle eine Wassermühle entstanden, die sowohl in der Schmettaukarte von 1767/87 wie auch im Urmesstischblatt von 1825 auf der westlichen Seite des Fließes verzeichnet ist. Im Dreißigjährigen Krieg wurde die Mühle wahrscheinlich zerstört. 1651 war die Feldmark nun wohl völlig bewaldet. Die von Gadow verkauften nun eine Hälfte der wüsten Feldmark Rottstiel, die westliche Hälfte, an die Stadt Neuruppin. Sie wurde als Gadow oder wüste Feldmark Gadow dem Kämmereiforst (Stadtwald) der Stadt Neuruppin zugeteilt. Die andere Hälfte fiel gleichzeitig oder bald danach an das Amt Alt Ruppin. Bis 1706 war die Wassermühle auf der Hälfte des Amtes Alt Ruppin wieder aufgebaut. Dazu gehörten ein Haus und zwei Ställe. Die Mühle war damals wohl nur Schneidemühle.
1712/13 wurde die Schneidemühlenarche auf dem Rottstiel erneuert. In diesen Jahren wurde auch die Schneidemühle zu Zippelsförde neu erbaut. 1749 war die Mühle in Rottstiel im Besitz von Mühlenmeister Vielitz. 1759 gehörten zur Schneide- und Graupenmühle Rottstiel 29 Morgen 176 Quadratruten Heuerland (Pachtland). Die kleine Siedlung bestand aus einem Wohnhaus, einer Scheune mit Stall und einem Nebengebäude. 1767 beschrieb Johann Ernst Fabri Rottstiel wie folgt: (eine) königliche Mühle mit zwei Feuerstellen (Wohngebäuden). Die kleine Siedlung hatte 1767 18 Einwohner und 1787 13 Einwohner.
1769 mussten an den Schleusen und Archen der Rottstieler Mühle wieder Reparaturen vorgenommen werden. Die Schneidemühlen zu Rottstiel und Zippelsförde wurden im selben Jahr verpachtet.
1791 wurden die Schneidemühlen zu Rottstiel und Zippelsförde erneut verpachtet. Außerdem standen erneut Reparaturen an den Schleusen und Archen an. 1794 beschwerten sich einige Amtsgemeinden (des Amtes Alt Ruppin) und der Mühlenmeister Vielitz zu Rottstiel über das Holzflößen auf dem Rhin durch die Haupt-, Nutz- und Brennholzadministration. Der Besitzer der Mühle hatte Land auf dem 9 Scheffel Roggen, 4 Scheffel Hafer, 9 Scheffel Kartoffeln und 3 Scheffel Buchweizen Aussaat ausgebracht wurde. Er hatte Wiesen die ausreichten um drei Pferde und 10 Stück Rindvieh füttern zu können. Es gab zwei Feuerstellen mit einem Einlieger. 1798 hatte die kleine Siedlung 12 Einwohner.

### Historische Landwirtschaft
| Aussaat     | Roggen     | Hafer      | Kartoffeln | Buchweizen |
| Menge       | 9 Scheffel | 4 Scheffel | 9 Scheffel | 3 Scheffel |
| Tierbestand | Pferde     | Rinder     |            |            |
| Stück       | 3          | 10         |            |            |

1804 war die Rottstielsche Schneidemühle in Erbpacht gegeben worden. Allerdings kam es bald darauf zu einem Prozess zwischen dem Erbpachtmüller Ramm in Rottstiel und dem Fiskus. Friedrich Wilhelm Bratring beschreibt Rottstiel als Wassermahl- und Schneidemühle an der Rheinsberger Straße mit zwei Feuerstellen und einem Einlieger.
1811 scheint Mühlenmeister Ramm eine bauliche Veränderung an der Mühle zu Rottstiel vorgenommen zu haben. 1815 wurde ein Wassermaß bei der Mühle in Rottstiel gesetzt. Das Stauwerk unterhalb der Mühle wurde beseitigt und das Mühlenfließ wurde bis zum Zermützelsee geräumt. 1819 meldete Mühlenmeister Ramm in Rottstiel Anspruch auf die Fischereigerechtigkeit auf dem Tornowsee an. Im selben Jahr erfolgte auch der Verkauf der Fischereigerechtigkeit.
1829 prozessierte der Fiskus allerdings gegen den Erbpachtmüller Ramm in Rottstiel, weil dieser die Fischereigerechtigkeit über die vertraglichen Vereinbarungen hinaus ausgedehnt hatte. 1831 wurde außerdem eine Untersuchung gegen den Mühlenmeister Ramm zu Rottstiel eingeleitet, weil dieser den Tornowsee ungebührlich aufgestaut hatte. Anscheinend wurde der Pachtvertrag mit dem Mühlenmeister Ramm nicht mehr verlängert. Mit Vertrag vom 7. Dezember 1835 wurden dem neuen Besitzer der Erbpachtschneidemühle in Rottstiel, Gustav Schulz, die bei der Mühle gelegenen früheren Heuerländereien zu Eigentum verkauft.
Allerdings beanspruchte der vorige Besitzer, Mühlenmeister Ramm, weiterhin die Fischereigerechtigkeit auf dem Tornowsee. Der neue Müller musste die Fischereigerechtigkeit auf dem Tornowsee vom Vorbesitzer kaufen. 1846 verkaufte Erbpachtmüller Schulze sein Erbpachtrecht an der Wassermühle für 8.400 Taler an den Fiskus, und der Mühlenbetrieb wurde eingestellt.

### Das Forsthaus Rottstiel
Die Gebäude wurden ab 1846 als Försterei für den Schutzbezirk Rottstiel genutzt. Dieser Schutzbezirk wurde der Oberförsterei Alt Ruppin als übergeordneter Institution zugewiesen. 1858 bestand die Kleinsiedlung Rottstiel aus einem Wohngebäude und drei Wirtschaftsgebäuden und hatte vier Einwohner. 1869 kam es zum Neubau der Revierförsterei Rottstiel. Die Wassermühle wurde abgerissen. Das Gebäude ist als Baudenkmal Nr. 09171034 geschützt. 1871 wohnten in dem einem Wohnhaus sieben Personen. Mit der Bildung der Amtsbezirke in der Provinz Brandenburg 1874 wurde das Forsthaus Rottstiel dem Amtsbezirk 33 Alt Ruppin zugewiesen. Amtsvorsteher wurde Oberförster Brösicke vom Forst Alt Ruppin, sein Stellvertreter Förster Göde vom Forsthaus Pfefferteich. Auch in der revidierten Form der Amtsbezirke verblieb das Forsthaus Rottstiel im Gutsbezirk Alt Ruppin. Bereits um 1900 konnten Wanderer im Forsthaus Rottstiel einkehren.
Im Jahre 1929 wurden Teile des Gutsbezirkes Alt Ruppin Forst nach Krangen eingemeindet, es betraf hier die Förstereien Rottstiel, Zippelsförde, Stendenitz und Fristow. Der Rest wurde mit dem Hauptteil des Gutsbezirks Forst Neu-Glienicke zum Gutsbezirk Ruppiner Heide zusammengefasst. Zum 1. Dezember 1929 war die Försterstelle in Rottstiel neu zu besetzen. Zur Dienstwohnung gehörten damals noch 0,4650 ha Garten, 2,1420 ha Acker, 7,7290 Wiesen und 1,1260 ha Weide. Das Forsthaus Rottstiel wird heute privat genutzt.

### Stellung der Försterei Rottstiel in der Forstverwaltung
Die Försterei Rottstiel war bei ihrer Einrichtung dem Revier Ruppin in der Forstinspektion Rheinsberg unterstellt. In der Reorganisation der Forstverwaltung 1850 wurde aus dem Revier Ruppin die Oberförsterei Alt Ruppin in der Forstinspektion Rheinsberg. Diese Hierarchie blieb bis zur Aufgabe des Forsthauses erhalten, lediglich die Oberförsterei Alt Ruppin wurde 1934 in Forstamt Ruppin umbenannt. Im Land Brandenburg erhielt sie die Bezeichnung Landeswaldoberförsterei Alt Ruppin.
| Jahr      | 1767 | 1787 | 1798 | 1801 | 1817 | 1840 | 1858 | 1871 | 1885 | 1895 |
| Einwohner | 14   | 13   | 12   | 11   | 12   | 7    | 4    | 7    | 5    | 3    |

## Liste der Förster
- (1855) bis 31. Oktober 1859 Förster Otto Carl Friedrich Conrad (* 6. November 1808)[41] war vorher in der Försterei Stendenitz (Oberförsterei Alt Ruppin), wurde in die Försterei Frankendorf (Oberförsterei Neuglienicke) versetzt[42][43]
- ab 1. November 1859 bis 31. August 1866 Förster Carl Albert Engel (* 10. Mai 1814 in Niemegk, † 14. Oktober 1872), bisher in der Försterei Luckenwalde/Klosterheide (Oberförsterei Zinna)[43] vorher in der Försterei Mützdorf (Oberförsterei Dippmannsdorf), wurde dann in die Försterei Pinnow (Oberförsterei Oranienburg) versetzt[44]
- ab 1. September 1866 bis 30. Juni 1869 Friedrich Bahr, Jäger und zum Amtsantritt zum Förster ernannt[44] wurde nachher in die Försterei Exin (Oberförsterei Zehdenick) versetzt
- ab 1. Juli 1869 bis 30. September 1874 Förster Hermann Hahn (* 16. November 1829, † 22. Februar 1901), vorher Jäger, mit der Stellenvergabe zum Förster befördert,[45] wurde in die Försterei Bredereiche (Oberförsterei Himmelpfort) versetzt[46]
- ab 1. Oktober 1874 bis 30. Juni 1884 Förster Wilhelm Alexander Lampe (* 14. Dezember 1834), bisher Försterei Zippelsförde (Oberförsterei Reiersdorf)[46] wurde in die Försterei Frankendorf versetzt[47]
- ab 1. Juli 1884 bis 30. September 1899 (Pensionierung) Förster Adolph Jagusch (* 2. Juli 1836 in Boitzenburg), er war vorher in der Försterei Sperenberg (Oberförsterei Kummersdorf)[48][49] und davor in der Försterei Gottow (Oberförsterei Kummersdorf), er erhielt 1899 den Kronenorden IV. Klasse zu seiner Pensionierung[50]
- 1. Juli 1899 bis 31. Oktober 1913 Förster Blankenburg (* 28. Mai 1863), bisher Forstaufseher in der Oberförsterei Tegel, Diensteintritt: 1. Juli 1899[51][49][52][53] wurde 1913 zum Hegemeister ernannt[54] wurde in die Försterei Tegelsee (Oberförsterei Grunewald) versetzt
- ab 1. November 1913 Förster Krieg, vorher in der Försterei Teufelssee (Oberförsterei Grunewald)
- ab 1. August 1918 bis 20. November 1929 (Ruhestand[55]) Hegemeister Albert Neumann (* 1. Februar 1866 in Forsthaus Ahlbecker Theerofen, Kr. Ückermünde),[56] er war vorher in der Försterei Vietmannsdorf (Oberförsterei Reiersdorf), und davor in der Försterei Bischofspfuhl (Oberförsterei Zinna)[57]
- ab 1. Dezember 1929 bis 1944 Förster Hans Zander[58] war vorher in der Försterei Tschinka (Oberförsterei Schwenow)[55][58]

## Der heutige Wohnplatz Rottstiel und Tourismus
Der heutige Wohnplatz besteht aus einem Campingplatz mit Badestelle am Tornowsee und dem ehemaligen Forsthaus Rottstiel mit Ferienwohnung. Der Wohnplatz liegt auf der Stadtgemarkung von Neuruppin.
Bis 1989 bestand auf dem Gelände des heutigen Campingplatzes das Kinderferienlager „Liselotte Herrmann“ der Bezirksbehörde der Volkspolizei (BdVP) Potsdam. Wann das Ferienlager angelegt wurde, ließ sich bisher nicht ermitteln.
Vom Forsthaus Rottstiel führen Wanderwege um den Tornowsee. Der benachbarte Zermützelsee ist nur 1,3 km entfernt. Gut zu Fuß erreichbar ist auch das Waldmuseum Stendenitz, das ursprünglich vom Rottstieler Förster Hans Zander aufgebaut worden war.